# David Martin (tennista)
David Martin (Tulsa, 22 febbraio 1981) è un ex tennista statunitense, specializzato nel doppio.

## Carriera
A livello giovanile ha vinto il doppio ragazzi agli US Open 1998, tra i professionisti ha fatto a lungo coppia con il connazionale Scott Lipsky. Il team statunitense è riuscito a raggiungere cinque finali ATP conquistando un titolo.

## Statistiche

### Doppio

#### Vittorie (1)
| Numero | Data             | Torneo             | Superficie     | Compagno     | Avversari in finale  | Punteggio   |
| 1.     | 24 febbraio 2008 | SAP Open, San Jose | Cemento indoor | Scott Lipsky | Bob Bryan Mike Bryan | 7–6(4), 7–5 |

#### Finali perse (5)
| Numero | Data           | Torneo                                          | Superficie  | Compagno     | Avversari in finale             | Punteggio           |
| 1.     | luglio 2007    | Countrywide Classic, Los Angeles                | Cemento     | Scott Lipsky | Bob Bryan Mike Bryan            | 6(5)–7, 2–6         |
| 2.     | aprile 2008    | BMW Open, Monaco di Baviera                     | Terra rossa | Scott Lipsky | Michael Berrer Rainer Schüttler | 5–7, 6–3, [8–10]    |
| 3.     | luglio 2008    | Indianapolis Tennis Championships, Indianapolis | Cemento     | Scott Lipsky | Ashley Fisher Tripp Phillips    | 6–3, 3–6, [5–10]    |
| 4.     | settembre 2008 | Thailand Open, Bangkok                          | Cemento (i) | Scott Lipsky | Lukáš Dlouhý Leander Paes       | 4–6, 6(4)–7         |
| 5.     | gennaio 2011   | Chennai Open, Chennai                           | Cemento     | Robin Haase  | Mahesh Bhupathi Leander Paes    | 2–6, 7–6(3), [7–10] |